# 札比內車站
札比內站（日语：／ Sappinai eki */?）是位於北海道樺戶郡月形町字札比內，原隸屬於北海道旅客鐵道（JR北海道）札沼線（學園都市線）的铁路废站。電報略號為。

## 站名由來
車站名稱源自阿伊努語「sat-pi-nay」，代表乾涸只有小石塊的河流。附近的札比內川在旱季會乾涸，估計因而得名。

## 歷史
- 1935年（昭和10年）10月3日：國有鐵道札沼線石狩當別車站至浦臼車站開始營運。本車站同時開始營業。
- 1943年（昭和18年）10月1日：由於第二次世界大戰戰事惡化，札沼線的石狩月形車站至石狩追分車站指定為不要不急線而停止營運。本車站亦停止營運。
- 1946年（昭和21年）12月10日：札沼線石狩當別站至本車站路段恢復營運。本車站同時恢復營運。
- 1949年（昭和24年）6月1日：本路線由日本國有鐵道（國鐵）繼承。
- 1961年（昭和36年）6月12日：車站業務委託化。
- 1979年（昭和54年）2月1日：停止貨物及行李裝卸服務。同時改為簡易委託站。
- 1987年（昭和62年）4月1日：由於國鐵分割民營化，車站由JR北海道管理。
- 1991年（平成3年）3月16日：札沼線的暱稱設定為「學園都市線」[1][2]。
- 1996年（平成8年）3月16日：札沼線石狩當別站至新十津川站的列車開始一人控制。
- 2010年（平成22年）：窗口無人化。
- 2020年（令和2年）
  - 4月17日：受冠状病毒病疫情影响，北海道醫療大學站至本站提前停駛[3]。
  - 5月7日：札沼线北海道医疗大学站-新十津川站区间废线，本站废站[4]。

## 車站構造
废站前為側式月台1面1線的地面車站。由石狩當別車站管理的簡易委託站，車站前的藥店負責售賣車票。
過去（1976年）曾是與晚生內車站相同的島式月台1面2線的車站，站房旁為貨物裝卸線，因為實際上本車站為使用車站後方的側式月台車站。這些設備在停止貨物裝卸業務後都被拆卸。

## 載客量
- 2011年至2015年度平均每天載客量少於10人[5]。

| 載客量 | 載客量       |
| 年份   | 每天平均人次 |
| ------ | ------------ |
| 2011年 | 4            |
| 2012年 | 2            |
| 2013年 | 0            |
| 2014年 | 0            |

## 車站周邊
附近是小型的社區。車站前為藥店（委託售賣車票）。向南步行約700米為札比內小學。
- 國道275號
- 岩見澤警察署札比內駐在所
- 札比內郵局

## 相鄰車站
北海道旅客鐵道（JR北海道）
札沼線（學園都市線）
豐岡－札比內－晚生內